# Леон де Вітте де Хелен
Леон де Вітте де Хелен (фр. Léon Alphonse Ernest Bruno de Witte de Haelen; нар. 12 січня 1857, Іксель — пом. 15 липня 1933, Гогстратен) — бельгійський воєначальник, генерал-лейтенант бельгійської армії, учасник Першої світової війни.

## Біографія
Леон Альфонс Ернест Бруно де Вітте барон де Хелен народився 12 січня 1857 року в одній із сучасних комун, що разом утворюють Брюссельський столичний регіон, в Ікселі.
У 1874 році поступив на навчання до Королівської військової академії, яку в 1878 році закінчив, отримавши звання лейтенанта кінноти. Перше призначення здобув суб-лейтенантом до 2-го шасьорського полку легкої кінноти. Проходив службу в кавалерійських частинах, у 1906 році отримав посаду командира 1-го гвардійського полку.
З 1910 до 1913 року командував 2-ю кавалерійською бригадою. На час вторгнення німецьких військ до Бельгії керував щойно сформованої Кавалерійської дивізії. У серпні 1914 року підвищений у генерал-лейтенанти. 12 серпня на чолі підпорядкованого з'єднання взяв участь у битві при Галені, де бельгійська кіннота завдала поразки німецьким кірасирам. Ця битва отримала найменування «битва срібних шоломів» (нід. Slag der Zilveren Helmen, фр. Bataille des casques d'argent), через те, що німецькі вершники полишили на полі бою свої формені шоломи кавалеристів.
З 1915 року генерал-лейтенант Л. де Вітте був генеральним інспектором кінноти в бельгійській армії. 1919 року вийшов у відставку.